# Мылонафт
Мылона́фт — техническая смесь натриевых солей нафтеновых кислот, используемая в качестве моющего средства. 
Для изготовления мылонафта используются щелочные растворы, получающиеся при очистке щелочных отбросов керосиновых, газойлевых и соляровых дистиллятов нефти. Мылонафт — мазеобразный продукт от соломенно-жёлтого до тёмно-коричневого цвета с неприятным запахом; содержит не менее 43% нафтенатов (в пересчёте на кислоты), 9—15% неомыляемых веществ, 4—6% минеральных солей, а также воду. 
Мылонафт обладает хорошей пенообразующей и моющей способностями и сильным дезинфицирующим действием, хотя и уступает по моющему действию щелочным солям высших жирных кислот (мылам). Мылонафту присущ специфический неприятный запах, весьма трудно удаляемый различными способами дезодорации. Неприятный запах и жидкая консистенция препятствуют использованию мылонафта в качестве заменителя мыла. Тем не менее, мылонафт употребляется в смеси с щелочными солями высших жирных кислот для изготовления технических и хозяйственных сортов мыла, причем добавка мылонафта составляет до 25% от веса жировой смеси. При изготовлении мыла из гидрогенизированных жиров (саломас) добавка мылонафта улучшает качество мыла — повышает его пенообразующую способность и устраняет твердость и хрупкость мыла. В литейном производстве мылонафт иногда применяют для стабилизации водных красок. При гидрофильном наполнителе устойчивость краски обеспечивает 0,7 % мылонафта. В производстве цемента мылонафт используется в виде гидрофобной добавки и  в качестве пластификатора цементных растворов.
Асидол-мылонафт получают обработкой мылонафта серной кислотой. Асидол-мылонафт содержит также свободные нафтеновые кислоты. Как милонафт, так  и асидол-мылонафт применяют в качестве эмульгаторов, заменителей жиров в мыловаренном производстве.